# Miroszlav Mihajlovics Szkorik
Miroszlav Mihajlovics Szkorik, ukránul Мирослав Михайлович Скорик (Lwów, 1938. július 13. –  Kijev, 2020. június 1.) ukrán zeneszerző, zenetudós, zenepedagógus.

## Élete

### Családja és fiatalkora
1938-ban született az akkor Lengyelországhoz tartozó Lwówban. Szülei mindketten a Bécsi Egyetemen végeztek; apja történész és etnográfus, anyja vegyész volt. Noha egyikük sem részesült különleges zenei oktatásban, az anya zongorázott, az apa pedig hegedült, így Szkorik már gyermekkorától megismerkedett a zenével. A tágabb család egyik tagja, Szkorik nagy-nagynénje, Szolomija Kruselnicka ismert szopránénekeső volt.
Szkorik 1945-től a lvivi zeneiskolában tanult, de két évvel később a családot Anzsero-Szudzsenszkbe deportálták, így Miroszlav ott nőtt fel. A család csak 1955-ben térhetett vissza Lvivbe.

### Tanulmányai
1955 és 1960 között a lvivi konzervatóriumban tanult zeneszerzést és zeneelméletet; tanárai között volt Sztanyiszlav Ljudkevics and Roman Szimovics. Záróvizsgájára az Ivan Franko versein alapuló Tavasz című kantátát írta szólóénekesekre, vegyes karra és zenekarra. Diákévei alatt írt művei között van egy zongoraszonáta és A Kárpátokban című zongoradarab is.
1960-ban beiratkozott a moszkvai konzervatórium posztgraduális képzésére, ahol Dmitrij Kabalevszkij osztályában zeneszerzést tanult. Négy évig maradt itt, és ezalatt számos műfajban alkotott: szimfonikus zene, kamarazene, kórusmű. Ebben az időszakban írta a következő műveit: D-dúr szvit vonósokra, 1. szonáta hegedűre és zongorára, 1. partita vonósokra, Variációk, Blues, és a népszerű Burlesque.
1963-ban lépett be az Ukrán Zeneszerzők Szövetségébe, amelynek akkor ő volt a legfiatalabb tagja.

### Tanári pályafutása
Miután 1964-ben végzett a moszkvai konzervatóriumban, 25 évesen elkezdte tanári pályafutását: a lvivi konzervatóriumban 1966-ig zeneszerzést adott elő. Ezt követően a kijevi konvervatóriumban a kortárs harmónia technikáját tanította. 1964-ben fejezte be Szergej Prokofjevről szóló disszertációját. Írt egy könyvet Структура і виражальна природа акордики в музиці XX ст [Az akkord szerkezete és kifejező jellege a 20. századi zenében] címmel. Tanítványai között voltak Osvaldas Balakauskas, Ivan Karabic, Jevhen Fedorovics Sztankovics, Hanna Havrilec és Ivan Nebesznij. A kijevi konzervatóriumban 1988-ig tevékenykedett, majd visszatért Lvivbe, ahol a konzervatórium zeneszerzési tanszékét vezette.

### Későbbi évei

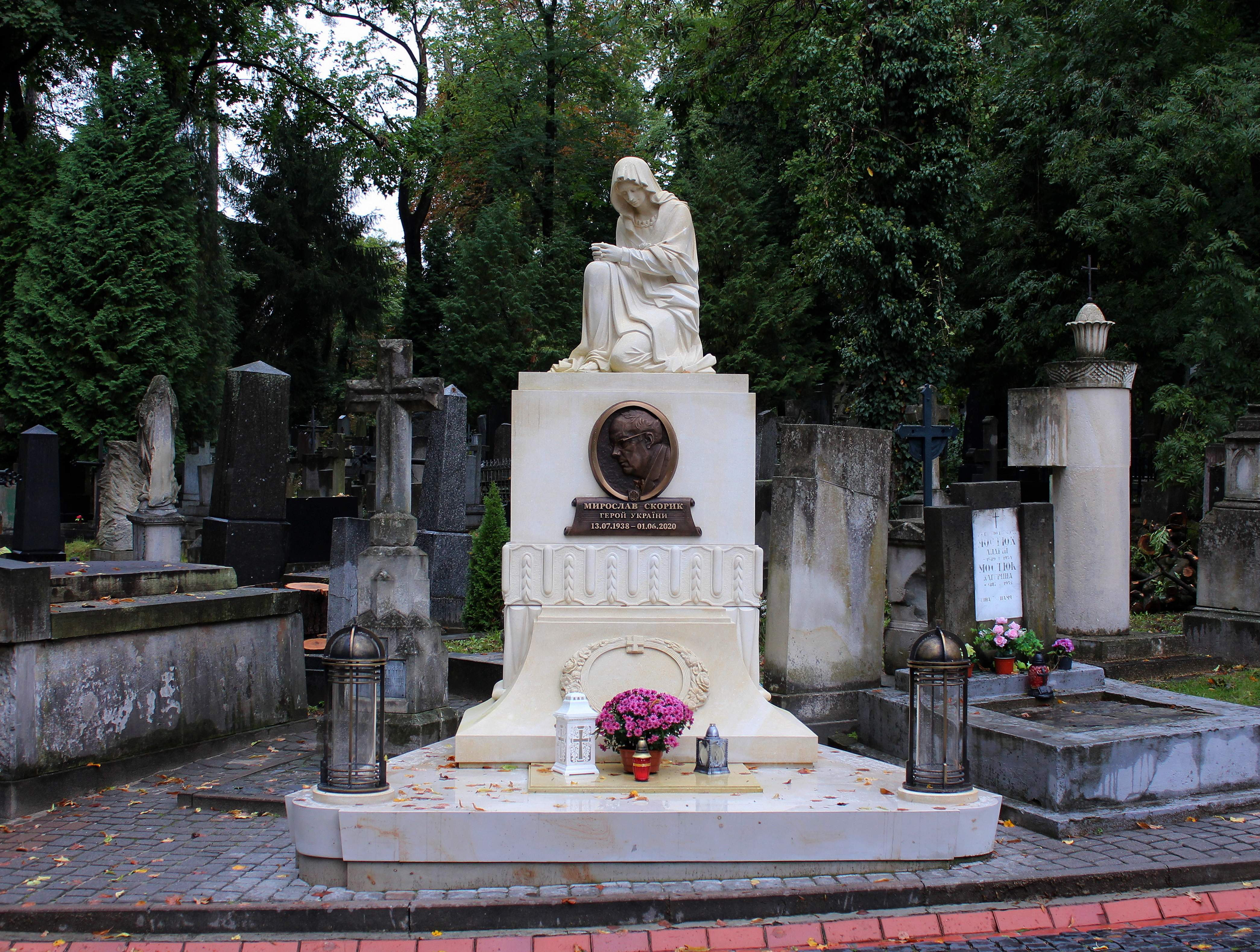
Síremléke

Az 1990-es évek elején az Egyesült Államokban és Ausztráliában turnézott. 1996 és 1999 között Ausztráliában élt, 1998-ban tért vissza Ukrajnába. 1999-től a kijevi konzervatóriumban az ukrán zenetörténet tanszéket vezette. 2002-ben a kijevi nemzetközi zenei fesztivál művészeti igazgatója, 2004 és 2010 között az Ukrán Zeneszerzők Szövetségének társelnöke volt, 2011 és 2016  között a Tarasz Sevcsenko Nemzeti Opera és Balett művészeti igazgatójaként tevékenykedett.
2020. június 1-jén hunyt el Kijevben, és június 5-én a lvivi Licsakivi temetőben temették el. Emlékére a kijevi Szent Mihály aranykupolás kolostor harangjai a zeneszerző egyik legismertebb művét, a Melódiát szólaltatták meg.

## Művei (válogatás)

### Szimfonikus művek
- Szilnyise szmertyi [Erősebb a halálnál] (1963)[8]
- Huculszkij triptih [Hucul triptichon] (1965)[8]
- Karpatszkij [Kárpáti concerto] (1972)[8]
- 1933 (az 1932–1933-as éhínség emlékére, 1993)[8]

### Kantáták
- Veszna[Tavasz] (1960)[8]
- Ljudina [Ember] (1964)[8]
- Hamalija (2003)[8]

### Színpadi művek
- Kamenyari [Kőfaragók] (balett, Ivan Franko nyomán, 1967)[8]
- Povernennya Batterfljaj [A pillangó visszatérése] (balett, 1978)[8]
- Mojszej [Mózes] (opera, 2001)[8]

### Filmzene
- Elfelejtett ősök árnyai, 1964[8]
- Zsiva voda [Élő víz], 1972
- Ne féljetek a szerelemtől, 1974[12]
- Anton, 2019[12]
- Tarasz. Povernennya 2019[12]

### Egyéb
Kilenc hegedűversenyt, három zongoraversenyt, két csellóversenyt írt, a Szvit (1961) és Partita (1966) vonószenekari műveket; kamarazenét. 1978-ban befejezte Mikola Leontovics На русалчин Великдень (Ruszalkák húsvétja) című operáját, és több zeneszerző művét hangszerelte.

## Elismerései
1987-ben a Tarasz Sevcsenko Nemzeti Díjjal tüntették ki, és 2008. augusztus 20-án az Ukrajna Hőse címet kapta. Ezen kívül kitüntették az „Ukrajna Népművésze“ címmel, és 2010-ben megkapta az ukrán Érdemérem 1. osztályát, aminek korábban a 2. (2006) és 3. (1998) osztályában is részesült.
2016-tól Kijevben Miroszlav Szkorik zenei versenyt rendeznek, ahol kizárólag az ő műveit játsszák, 2020-ban pedig róla nevezték el a lvivi Nemzeti Filharmóniát.

## Fordítás
- Ez a szócikk részben vagy egészben  a   Myroslaw Skoryk című német Wikipédia-szócikk ezen változatának fordításán alapul.  Az eredeti cikk szerkesztőit annak laptörténete sorolja fel. Ez a jelzés csupán a megfogalmazás eredetét és a szerzői jogokat jelzi, nem szolgál a cikkben szereplő információk forrásmegjelöléseként.
- Ez a szócikk részben vagy egészben  a   Myroslav Skoryk című angol Wikipédia-szócikk ezen változatának fordításán alapul.  Az eredeti cikk szerkesztőit annak laptörténete sorolja fel. Ez a jelzés csupán a megfogalmazás eredetét és a szerzői jogokat jelzi, nem szolgál a cikkben szereplő információk forrásmegjelöléseként.